# Kitsman (huyện)
Huyện Kitsman (tiếng Ukraina: Кіцманський район, chuyển tự: Kitsmans’kyi raion) là một huyện của tỉnh Chernivtsi thuộc Ukraina. Huyện Kitsman có diện tích 608 km², dân số theo điều tra dân số ngày 5 tháng 12 năm 2001 là 72898 người với mật độ 120 người/km2. Trung tâm huyện nằm ở Kitsman.